# Maureen Forrester

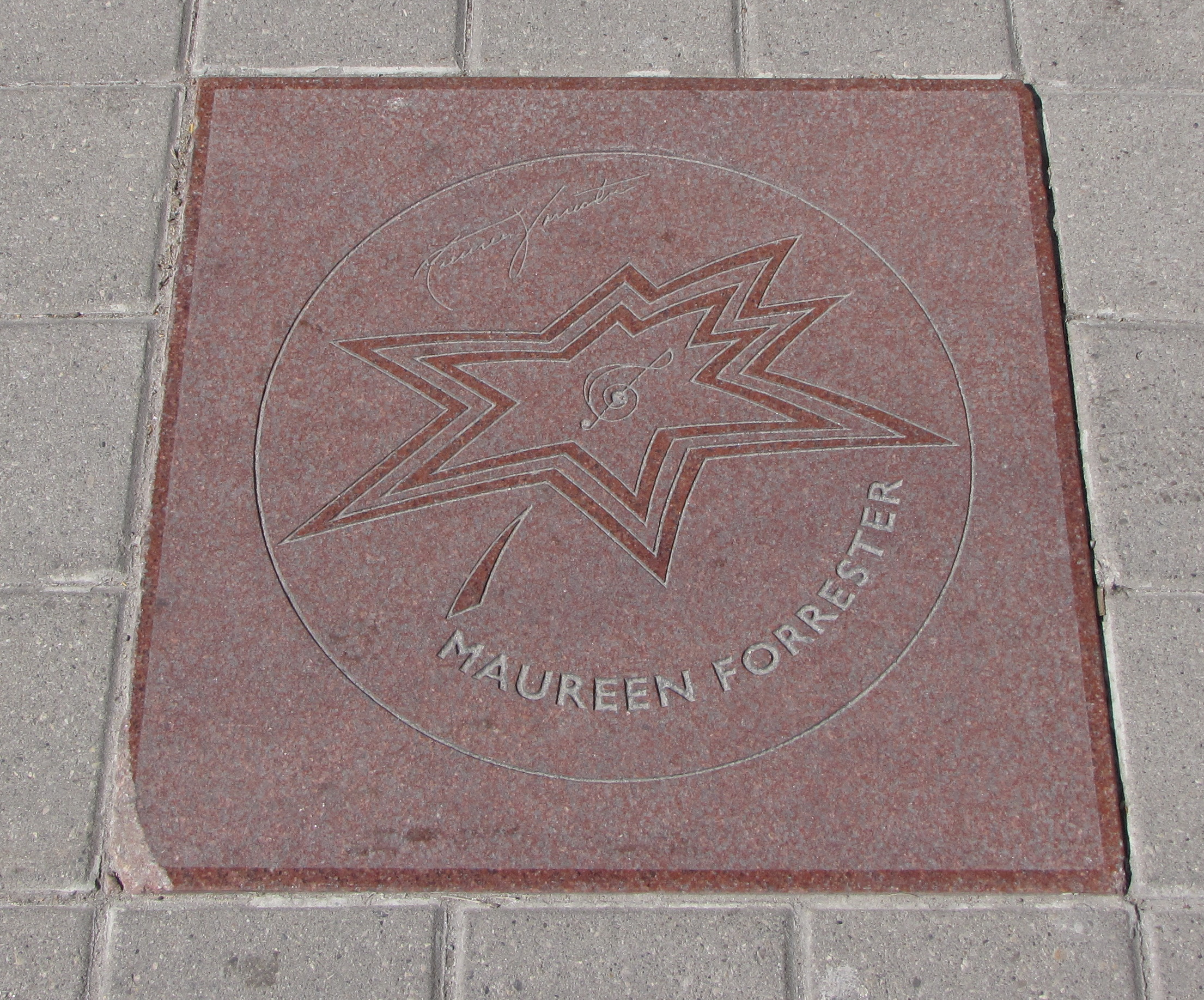
Estel de Maureen Forrester al Passeig de la Fama del Canadà.

Maureen Kathleen Stewart Forrester (Mont-real, 25 de juliol de 1930 - Toronto, 16 de juny de 2010) va ser una contralt quebequesa, una de les rares contralts del segle xx. Les autèntiques contralts com ella -o les seves antecessores Marian Anderson i Kathleen Ferrier- són cantants de veu fosca i registre curt, difícils de trobar, ideals per a obres serioses i religioses.
Maureen Forrester integra el selecte grup d'excepcionals cantants lírics emergits del Canadà: Jon Vickers, Léopold Simoneau, Raoul Jobin, Louis Quilico, Teresa Stratas, Gerald Finley, Richard Margison, Ben Heppner, Isabel Bayrakdarian, Michael Schade, Adrianne Pieczonka i la jove contralt Marie Nicole Lemieux, considerada com la seva possible successora.

## Biografia

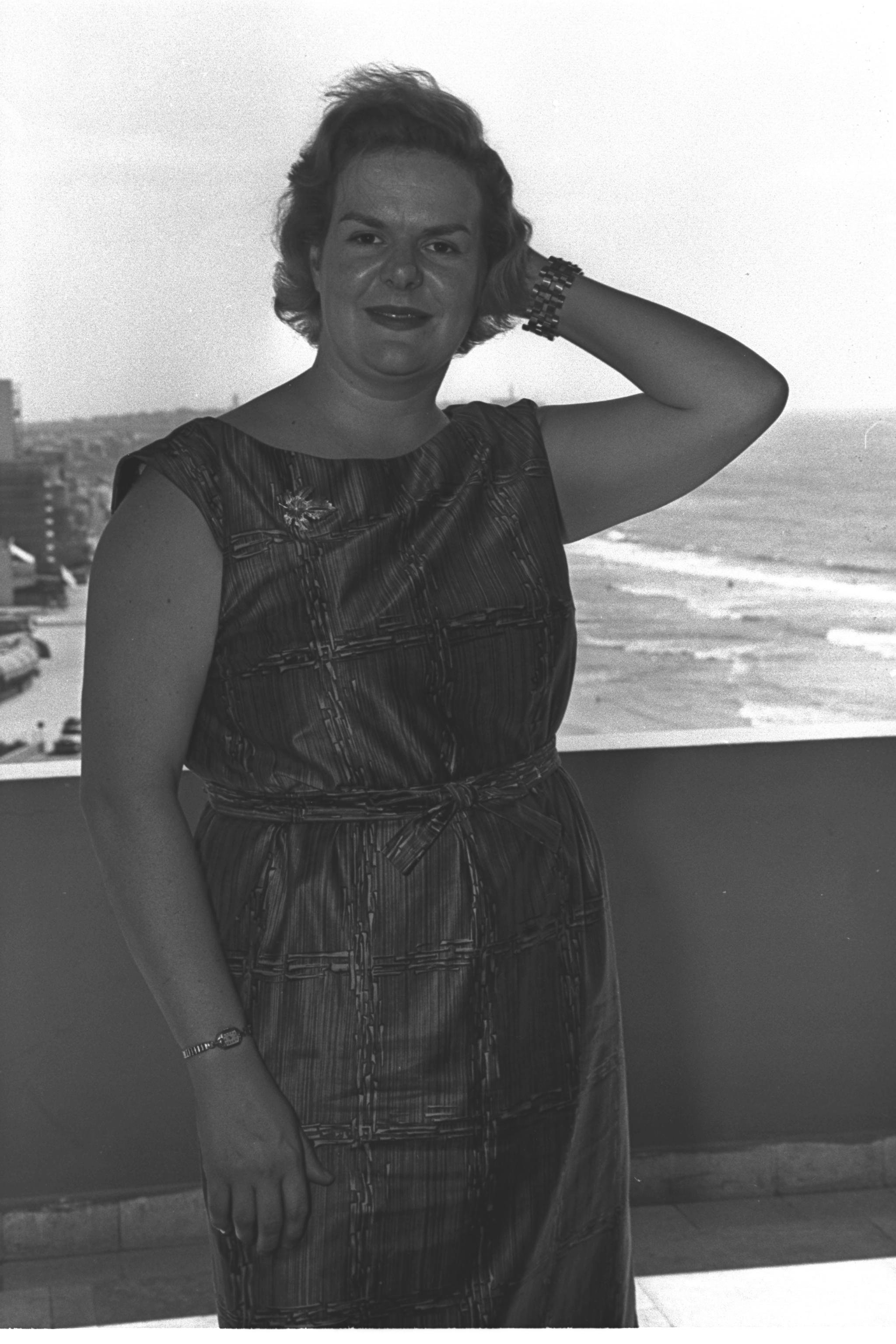
Maureen Forrester a Tel-Aviv, Israel el 1961.

Va néixer a Mont-real en una família de quatre germans, filla de Thomas Forrester, un ebenista escocès, i la seva esposa d'origen irlandès, May Arnold. Maureen va cantar en cors d'esglésies i de ràdio, i va estudiar piano des de petita.
Als 13 anys va haver de deixar l'escola per treballar a la Bell Telephone. Quan el seu germà va tornar a casa després de la guerra, la va convèncer per a prendre lliçons de cant. Forrester aleshores va pagar per rebre classes de cant amb Sally Martin, Frank Rowe, i el baríton Bernard Diamant, i el 1953 va oferir el seu primer recital en la YWCA acompanyada pel pianista John Newmark, marcant l'inici d'una col·laboració de per vida.
En aquells moment, i amb gran interès, els canadencs eren testimonis del naixement de la televisió nacional (la ICI Radio-Canada Télé) que, en les primeres dècades sovint presentava interpretacions d'alt nivell realitzades per Forrester i Newmark, o a molts altres intèrprets de les arts clàssiques (música, teatre, ballet), especialment en les transmissions de la nit de diumenge.
El seu debut professional va tenir lloc el 1951, a The Music Makers d'Edward Elgar, amb la Coral Elgar de Mont-real, i en òpera el 1953 al paper de la costurera Louise, una obra amb música de Gustave Charpentier.
El desembre de 1953 participa en la Novena Simfonia de Beethoven amb l'Orquestra Simfònica de Mont-real dirigida per Otto Klemperer.
Al febrer de 1955 Maureen Forrester va debutar a París, amb un recital a la Salle Gaveau. Forrester parlava força bé el francès, després d'haver viscut la seva infància en un entorn francòfon de Mont-real, tot i ser d'ascendència irlandesa i l'escocesa. La gira europea d'anys posteriors, organitzat per Joventuts Musicals de França, la va donar a conèixer a França i als països veïns. Forrester i Newmark van donar un concert per primer cop a Catalunya a finals de febrer de 1955, al Casal del Metge de Barcelona.
El 1956 va ser convidada pel director Bruno Walter -impulsor de l'obra de Gustav Mahler- a cantar la Simfonia Núm. 2 "Resurrecció" de Mahler al Town Hall de Nova York i més tard al Carnegie Hall de la mateixa ciutat, amb l'Orquestra Filharmònica de Nova York, durant la gira de comiat del director. Walter buscava un reemplaçament després de la desaparició de la gran contralt britànica Kathleen Ferrier (1912-1953) i el va trobar en Forrester, amb la seva perfecta dicció de l'alemanya i el seu timbre fosc de veu, que s'adaptaven perfectament a la música vocal de Brahms i de Mahler. La presentació al Carnegie Hallva causar sensació i va accelerar la seva carrera internacional. Després d'aquesta interpretació es va presentar amb les orquestres simfòniques de Boston i Filadèlfia, després va anar a Europa i va rebre classes a Alemanya amb Michael Raucheisen. Va presentar-se també en concert als Països Baixos, Bèlgica, Àustria, França, Anglaterra, Espanya... actuant en obres de Mahler, Brahms, Schumann, Strauss i Elgar.
S'acosta a l'òpera per primera vegada a Toronto el 1961 com l'Orfeu de Gluck.
Pionera en la difusió de l'obra vocal de Bach, juntament amb la cantant Lois Marshall es va incorporar el 1965 al conegut grup estatunidenc Bach Aria Group (fundat el 1946 per William Scheide), fins al 1974.
La seva interpretació del paper de Cornèlia a l'òpera Giulio Cesare de Händel a Nova York, al costat de la soprano Beverly Sills, va ser molt elogiada. En aquest paper va debutar en el Teatre Colón de Buenos Aires el 1968 sota la direcció de Karl Richter. Va participar en el Festival Casals de Puerto Rico els anys 1960, 1961 i 1963. Va fer gires per la llavors Unió Soviètica, Austràlia i Xina en 1978 i 1982.
En òpera va actuar preferentment en rols de tessitura de mezzosoprano i contralt, com l'Ulrica de Un ballo in maschera, la Bruixa de Hänsel und Gretel, Herodías en Salomé i Klytamnestra en Elektra de Richard Strauss, Madame de la Haltière en Cendrillon de Massenet, Madame de Croissy en Dialogues des Carmélites de Poulenc, la Comtessa en La Dama de piques de Txaikovski, Madame Flora en La Medium de Gian Carlo Menotti, Erda a Das Rheingold, Fricka en Die Walküre i Brangaene en Tristan und Isolde de Wagner.
També va ser pionera en la difusió i encàrrec d'obres a compositors canadencs com Malcom Forsyth, Donald Steven, Jean Papineau Couture, Harry Freedman i Murray Schafer.
Va treballar entre altres directors amb John Barbirolli, Thomas Beecham, Eugene Ormandy, Herbert von Karajan, Fritz Reiner, Malcolm Sargent, Leonard Bernstein, George Szell, Josef Krips, James Levine i Seiji Ozawa.
Es va casar amb el director d'orquestra Eugene Kash (1912-2004), i va tenir cinc fills, dos d'ells són els actors Limita Kash (1967-) i Daniel Kash (1961-).
Maureen Forrester va morir de complicacions degudes a la malaltia degenerativa de l'Alzheimer el 16 de juny de 2010 a l'edat de 79 anys, a Toronto, Ontario.

## Distincions i càrrecs
- El 1967 li va ser atorgada l'Orde del Canadà, el més alt honor civil del país[4]
- El 2003 va ser condecorada com a Oficial de l'Orde Nacional de Quebec
- Entre 1988 i 1993 va exercir com a directora del Canada Council i cancellera de la Universitat Wilfrid Laurier entre 1986-1990
- En 1990 va ser inclosa en el Juno Hall of Fame
- En 2000 va rebre un estel al Passeig de la Fama del Canadà
- En 1971 va rebre el Premi Molson
- Des de 2004 és part de l'arxiu Àudio-Visual Preservation Trust of Canada
- Ha rebut trenta doctorats honoraris d'universitats nord-americanes. Ha estat anomenada Tresor Nacional del Canadà
- Es va editar un segell de correu amb la seva imatge
- El 1986 va publicar les seves memòries sota el títol Out of Character
- El 2000 la televisió canadenca va transmetre un documental sobre la seva vida: The Diva in Winter, The Life and Times of Maureen Forrester

## Discografia
- Bach, Oratori de Pasqua, Ormandy
- Bach, Passió segons Sant Mateu, Janigro
- Beethoven, Missa Solemnis, Ormandy
- Beethoven, Simfonia núm. 9 "Coral", Fricsay
- Brahms, Rapsòdia per a contralt i orquestra, Markévitx (DVD)
- Txaikovski, La dama de piques, Ozawa
- Elgar: Sea Pictures, Hoenich
- Gilbert i Sullivan Gala, Tovey
- Gilbert i Sullivan, Iolanthe
- Händel: Àries, Janigro
- Händel: Giulio Cesare, Rudel
- Mahler: Das Lied von der Erde, Reiner
- Mahler: Das Lied von der Erde, Walter
- Mahler: Des Knaben Wunderhorn, Prohaska
- Mahler: Lieder eines fahrenden Gesellen, Münch, BSO 1958
- Mahler: Kindertotenlieder, Münch, BSO, 1958
- Mahler: Simfonia núm. 2, Slatkin
- Mahler: Simfonia núm. 2, Walter
- Mahler: Simfonia núm. 2, Kaplan
- Mahler: Simfonia núm. 3, Mehta
- Mahler: Simfonia núm. 3, Haitink
- Massenet: Cendrillon, Rudel
- Menotti: La Medium, Armenian (DVD)
- Mozart, Rèquiem, Walter
- Ravel: Schrecker, Wolf, Songs, Armenian
- Verdi: Rèquiem, Ormandy
- Wagner:Tristan und Isolde, Decker (DVD)
- An Evening with Maureen Forrester and Andrew Davis: Händel, Schubert, Schumann, Mahler
- Maureen Forrester: Grand Dame of Song, CBC, Brahms, Wagner (Wesendonck Lieder), etc
- A legendary voice, compilació de la CBC.